# روبن ریوس
روبن ریوس (انگلیسی: Rubén Rayos؛ زادهٔ ۲۱ ژوئن ۱۹۸۶) بازیکن فوتبال اهل اسپانیا است.
از باشگاه‌هایی که در آن بازی کرده‌است می‌توان به باشگاه فوتبال سوشو، باشگاه فوتبال الچه، باشگاه فوتبال آستراس تریپولی، باشگاه فوتبال بارسلونا بی، و باشگاه فوتبال مکابی حیفا اشاره کرد.